# Have a Cigar
Have a Cigar – piosenka grupy Pink Floyd pochodząca z płyty Wish You Were Here z 1975.
Została napisana przez basistę Rogera Watersa. Tekst utworu krytykuje branżę muzyczną, nawiązuje także do początków kariery Pink Floyd. Pytanie pojawiające się w tekście: „By the way, which one’s Pink?” (pol. Przy okazji, który z was to Pink?) zostało naprawdę kiedyś zadane przez jednego z producentów EMI.
Utwór miał zostać zaśpiewany przez Watersa, okazało się to jednak zbyt trudne, podobnie dla Davida Gilmoura. Próbowali także nagrać utwór śpiewając wspólnie, jednakże bez sukcesu. O wykonanie poproszono Roya Harpera, który w tym czasie nagrywał swoją płytę w tym samym studiu nagraniowym Abbey Road Studios.